# گوستاو هوفر
گوستاو هوفر (انگلیسی: Gustav Hofer؛ زادهٔ ۹ می ۱۹۷۶ یک کارگردان، و هنرپیشه اهل ایتالیا است.